# Demon's World
Demon's World è un videogioco arcade del 1989 sviluppato da Toaplan e pubblicato da Taito. Distribuito in Giappone con il titolo Horror Story (ホラーストーリー?), il gioco è stato convertito per TurboGrafx CD nel 1993.